# Muenster (queso)
El Muenster es un queso estadounidense, nombrado por Münster, una ciudad alemana. Es un queso tierno con una corteza de color naranja (logrado con el colorante vegetal achiote) y un interior blanco. El suave sabor de este queso de leche de vaca y corteza lavada es comparable tanto al típico queso amarillo estadounidense como al ácido Monterey Jack. En algunos casos, cuando se cura adecuadamente, puede desarrollar un sabor fuerte con un aroma acre.
Suele servirse como aperitivo. Gracias a que funde bien, se usa a menudo en platos como los sándwiches de queso, las quesadillas, macarrones con queso y las hamburguesas con queso. Las versiones estadounidenses se venden con un añejamiento menor y un sabor más débil que las europeas.